# تغير المناخ والزراعة
تغير المناخ والزراعة هما عمليتان مترابطتان، فكلاهما يحدث على النطاق العالمي. حيث يؤثر تغير المناخ على الزراعة بعدة طرق منها: التغيرات في معدلات الحرارة، هطول الأمطار، التقلبات المناخية الشديدة (مثل: موجات الحر)؛ التغيرات في الآفات والأمراض؛ التغيرات في غاز ثنائي أكسيد الكربون الموجود في الغلاف الجوي وتركيزات طبقة الأوزون القريبة من سطح الأرض؛ التغيرات في الجودة الغذائية لبعض الأطعمة؛ والتغيرات في مستوى سطح البحر.
يؤثر تغير المناخ بالفعل على الزراعة، وتظهر هذه التأثيرات بشكل متفاوت في جميع أنحاء العالم. ومن المحتمل أن يؤثر تغير المناخ في المستقبل بشكل سلبي على إنتاج المحاصيل في الدول التي تقع على خطوط عرض منخفضة، في حين أن التأثيرات في خطوط العرض الشمالية قد تكون إيجابية أو سلبية.
ومن المحتمل أيضاً أن يُزيد تغير المناخ من خطر انعدام الأمن الغذائي لبعض الفئات الضعيفة، مثل الفقراء. حيوانات المزرعة هي مسئولة أيضاً عن إنتاج الغازات المسببة للاحتباس الحراري من غاز ثاني أكسيد الكربون ونسبة غاز الميثان الموجودة في العالم، والذي يؤدي إلى عدم خصوبة الأراضي في المستقبل ونزوح الأنواع المحلية.
تساهم الزراعة في التغير المناخي سواء من خلال انبعاثات غازات الاحتباس الحراري الناتجة عن النشاط البشري أو من خلال تحويل الأراضي الغير زراعية مثل الغابات إلى أراضي زراعية. ساهم التغير في استخدام الغابات كأراضي زراعية بنسبة حوالي 20 إلى 25% في الانبعاثات السنوية العالمية في عام 2010.
يمكن أن يقلل وضع مجموعة من السياسات من خطورة التأثير السلبي للمناخ على الزراعة وخطورة انبعاثات غازات الاحتباس الحراري الناتجة من قطاع الزراعة.

## تأثير تغير المناخ على الزراعة
على الرغم من التقدم التكنولوجي، مثل المحاصيل المحسنة والعضويات المعدلة وراثيًا وأنظمة الري، فمازال المناخ أحد العوامل الرئيسية في الإنتاجية الزراعية وكذلك الوضع بالنسبة لخصائص التربة والمجتمعات الطبيعية. إن تأثير المناخ على الزراعة يرتبط بالمتغيرات الطارئة على أنماط المناخ المحلية أكثر من ارتباطه بأنماط المناخ العالمية. فلقد زادت درجة حرارة سطح الأرض بحوالي 1.5 درجة فهرنهايت {0.83 درجة مئوية} منذ عام 1880. وبالتالي، يرى الخبراء الزراعيون أن أي تقييم يجب أن يدرس كل منطقة محلية على حدة.

### الآفات الحشرية وتغير المناخ
قد يؤدي الاحتباس الحراري إلى زيادة أعداد الآفات الحشرية، مما يضر بنتاج المحاصيل الأساسية مثل القمح وفول الصويا والذرة. بينما تُسبب درجات الحرارة الأكثر دفئًا مواسم نمو أطول، ومعدلات نمو أسرع للنباتات، فإنها تزيد أيضًا من معدل الأيض وعدد دورات التكاثر في الحشرات. فقد تكتسب الحشرات التي كان لها سابقًا دورتين فقط للتكاثر سنويًا دورة إضافية إذا امتدت فصول النمو الدافئة، مما يُسبب حدوث طفرة في أعدادها. من المرجح أن تشهد الأماكن ذات المناخ المعتدل ومناطق خطوط العرض العليا تغيرًا هائلًا في أعداد الحشرات.
أجرت جامعة إلينوي دراسات لقياس تأثير درجات الحرارة الأكثر دفئًا على نمو نبات فول الصويا وأعداد الخنفساء اليابانية. تمت محاكاة درجات الحرارة الأكثر دفئًا ومستويات ثاني أكسيد الكربون المرتفعة في حقل من فول الصويا، بينما تُرك آخر في ظروف طبيعية كعنصر ضابط. وجدت هذه الدراسات أن فول الصويا في مستويات ثاني أكسيد الكربون المرتفعة نما بشكل أسرع وكان له نتاجًا أكبر من المحصول، لكنه جذب الخنافس اليابانية بمعدل أعلى بكثير من الحقل الضابط. وضعت الخنافس في الحقل الذي تزيد فيه مستويات ثاني أكسيد الكربون أيضًا بيضًا أكثر على نباتات فول الصويا وكان لها أعمارًا أطول، ما يشير إلى إمكانية زيادة أعدادها بسرعة. توقع ديلوشيا أنه إذا كان المشروع قد استمر، فإن الحقل الذي يحتوي على مستويات مرتفعة من ثاني أكسيد الكربون سيعطي في النهاية نتاجًا أقل من الحقل الضابط.
أدت مستويات ثاني أكسيد الكربون المتزايدة إلى تعطيل ثلاثة جينات تكوِّن بشكل طبيعيّ دفاعات كيميائية ضد الآفات الحشرية داخل نبات فول الصويا. أحد هذه الدفاعات هو بروتين يمنع هضم أوراق الصويا في الحشرات. ومنذ تعطيل هذا الجين، كانت الخنافس قادرة على هضم كمية أكبر بكثير من المادة النباتية من الخنافس في الحقل الضابط. أدى هذا إلى العمر الأطول ومعدلات وضع البيض الأعلى الملاحظيّن في خنافس الحقل التجريبي.
هناك عدد قليل من الحلول المقترحة لمشكلة زيادة أعداد الآفات. أحد الحلول المقترحة هو زيادة عدد المبيدات المستخدمة في المحاصيل المستقبلية. ميزة هذا الحل هي كونه منخفض التكلفة نسبيًا وبسيط، لكنه قد يكون غير فعال. إذ كوَّنت العديد من الآفات الحشرية مقاومة ضد هذه المبيدات. حل مقترح آخر هو استخدام عوامل المكافحة الحيوية للآفات. ويشمل ذلك أشياء مثل زراعة صفوف من النباتات الواطنة بين صفوف المحاصيل. هذا الحل مفيد في تأثيره البيئي الشامل. فلا يقتصر الأمر على زراعة المزيد من النباتات الواطنة، بل وفي منع تكوين الآفات الحشرية لمقاومة ضد المبيدات. ومع ذلك، يتطلب زراعة نباتات واطنة إضافية مساحة أكبر، ما يدمر أفدنة إضافية من الأراضي العامة. كما أن التكلفة أعلى بكثير من مجرد استخدام المبيدات.

### أمراض النبات وتغير المناخ
رغم محدودية البحوث، فقد أظهرت أن تغير المناخ قد يغير المراحل التطورية للمُمرضات التي يمكن أن تؤثر على المحاصيل. أكبر تداعيات تغير المناخ على انتثار الممرضات هو أن التوزيع الجغرافي للمضيفات والممرضات قد يتغير، ما قد يؤدي إلى المزيد من خسائر المحاصيل. قد يؤثر هذا على المنافسة والتعافي من اضطرابات النباتات. تُنُبئ بأن تأثير تغير المناخ سيضيف مستوى من التعقيد لمعرفة كيفية الحفاظ على الزراعة المستدامة.

### الآثار الملحوظة
كانت آثار تغير المناخ الإقليمي على الزراعة محدودة. تقدم التغيرات في دراسة الأحداث البيولوجية للمحاصيل دليلًا هامًا على الاستجابة للتغير الأخير في المناخ الإقليمي. دراسة الأحداث البيولوجية هي دراسة الظواهر الطبيعية التي تتكرر بشكل دوري، وكيف ترتبط هذه الظواهر بالتغيرات المناخية والموسمية. وقد لوحظ تقدم كبير في دراسة الأحداث البيولوجية للزراعة والغابات في أجزاء كبيرة من نصف الكرة الشمالي.
تحدث حالات الجفاف بشكل أكثر تكررًا بسبب الاحتباس الحراري ومن المتوقع أن تصبح أكثر تواترًا وشدةً في أفريقيا، وجنوب أوروبا، والشرق الأوسط، ومعظم الأمريكتين، وأستراليا، وجنوب شرق آسيا. تتفاقم آثارها بسبب زيادة الطلب على المياه، والنمو السكاني، والتمدد العمراني، وجهود حماية البيئة في العديد من المناطق. يؤدي الجفاف إلى فشل المحاصيل وفقدان المروج والمراعي المخصصة للماشية.

#### أمثلة

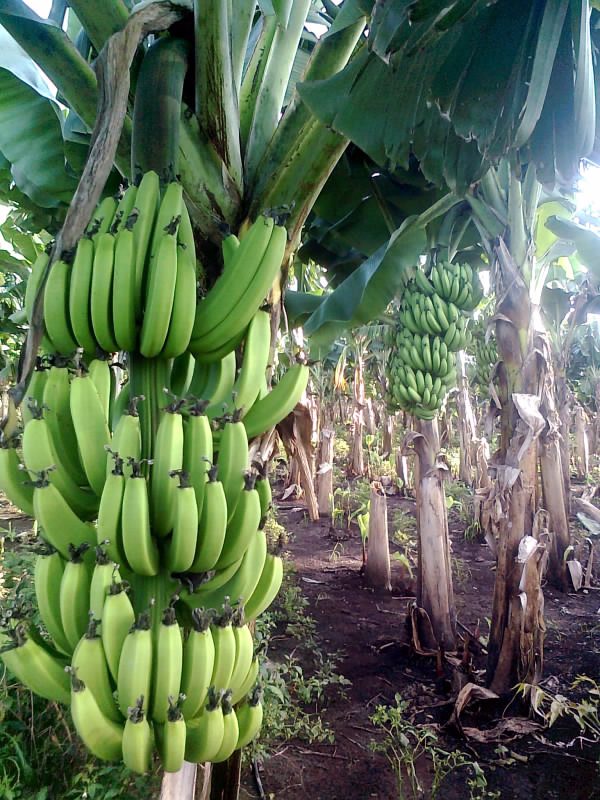
مزرعة موز في قرية جينافِل في منطقة جالجاون، الهند

اعتبارًا من العقد الذي بدأ عام 2010، كان لدى العديد من البلدان الحارة قطاعات زراعية مزدهرة.
يتراوح متوسط درجة الحرارة في منطقة جالجاون بالهند بين 20.2 درجة مئوية في ديسمبر و29.8 درجة مئوية في مايو، كما يبلغ متوسط هطول الأمطار 750 ملم/ عام. وتنتج الموز بمعدل يجعلها سابع أكبر منتج للموز في العالم إذا كانت دولة.
خلال الفترة 1990-2012، كان متوسط درجة الحرارة في نيجيريا يتراوح بين 24.9 درجة مئوية في يناير إلى 30.4 درجة مئوية في أبريل. وفقًا لمنظمة الأغذية والزراعة التابعة للأمم المتحدة (الفاو)، تعد نيجيريا أكبر منتج لليام في العالم على الإطلاق، بإنتاجها أكثر من 38 مليون طن عام 2012. وكان المنتج الثاني وحتى الثامن من أكبر منتجي اليام من بين البلدان الإفريقية القريبة، بينما ينتج أكبر منتج غير أفريقي، بابوا غينيا الجديدة، أقل من 1% من الإنتاج النيجيري.
في عام 2013، كانت البرازيل والهند، وفقًا لمنظمة الأغذية والزراعة، أكبر منتجيّن في العالم لقصب السكر بفارق كبير، إذ بلغ إجمالي إنتاجهما أكثر من مليار طن، أو أكثر من نصف الإنتاج العالمي.
في صيف عام 2018، تسببت موجات الحر المرتبطة على الأرجح بتغير المناخ في نتاج محاصيل أقل بكثير من المتوسط في أجزاء عديدة من العالم، وخاصة في أوروبا. اعتمادًا على الأوضاع خلال شهر أغسطس، قد يؤدي المزيد من حالات فشل المحاصيل إلى ارتفاع أسعار الغذاء العالمية. تُقارن الخسائر مع خسائر عام 1945، وهو أسوأ حصاد في الذاكرة. كانت السنة الماضية هي المرة الثالثة خلال أربع سنوات التي يفشل فيها إنتاج القمح والأرز والذرة العالمي في كفاية الحاجة، ما أجبر الحكومات وشركات الأغذية على إخراج المخزونات من المخازن. أخرجت الهند الأسبوع الماضي 50 % من مخزونها من المواد الغذائية. توقع ليستير براون، رئيس منظمة وورلد واتش، وهي منظمة بحثية مستقلة، أن ترتفع أسعار المواد الغذائية في الأشهر القليلة المقبلة.
وفقًا لتقرير الأمم المتحدة «تغير المناخ والأرض: وهو تقرير خاص من اللجنة الدولية للتغيرات المناخية (آي بّي سي سي) بشأن تغير المناخ، والتصحر، وتدهور الأراضي، والإدارة المستدامة للأراضي، والأمن الغذائي، وتدفقات غازات الدفيئة في النظم الإيكولوجية الأرضية»، سترتفع أسعار المواد الغذائية بنسبة 80% بحلول عام 2050 ومن المرجح أن تحدث حالات نقص في الغذاء. أشار بعض المؤلفين أيضًا أن نقص الغذاء سيؤثر على الأرجح على الأجزاء الأكثر فقراً في العالم أكثر من الأجزاء الأكثر ثراءً.
لتفادي الجوع، وعدم الاستقرار، وموجات جديدة من اللاجئين البيئيين، ستكون هناك حاجة إلى مساعدة دولية للبلدان التي ستفقد الأموال لشراء ما يكفي من الغذاء ولوقف الصراعات أيضًا. (انظر أيضًا التكيف مع تغير المناخ).
في بداية القرن الـ21، أدت الفيضانات التي ربما كانت مرتبطة بتغير المناخ إلى تقصير موسم الزراعة في منطقة الغرب الأوسط في الولايات المتحدة، ما ألحق ضررًا بالقطاع الزراعي. في مايو 2019، أدت الفيضانات إلى انخفاض محصول الذرة المتوقع من 15 مليار مكيال (بوشل) إلى 14.2.

## معرض الصور

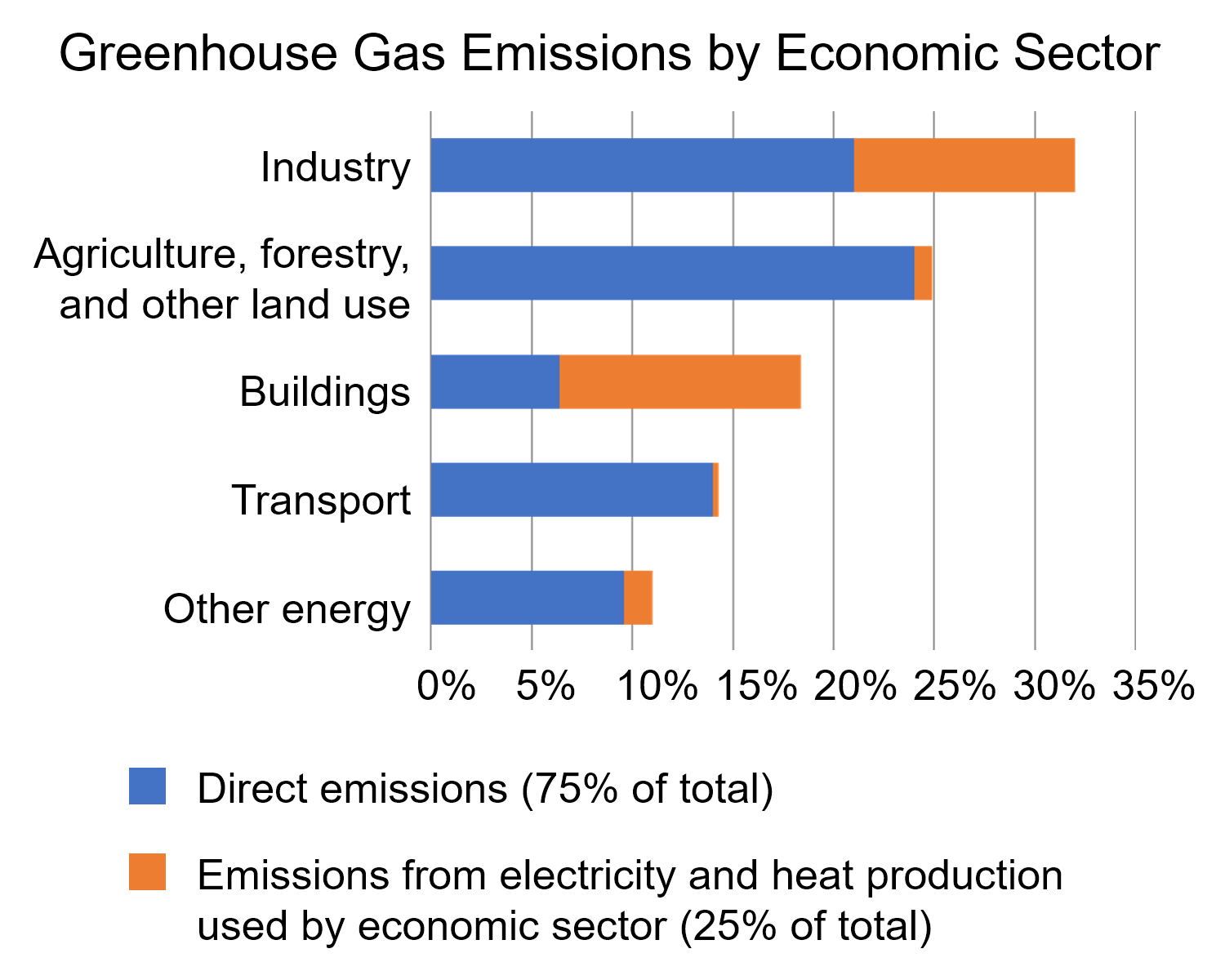
غازات الاحتباس الحراري الناتجة عن النشاط البشري حسب القطاع، في عام 2010، ترمز "AFOLU" إلى "الزراعة، الحراجة واستخدام الأراضي بطرق أخرى".
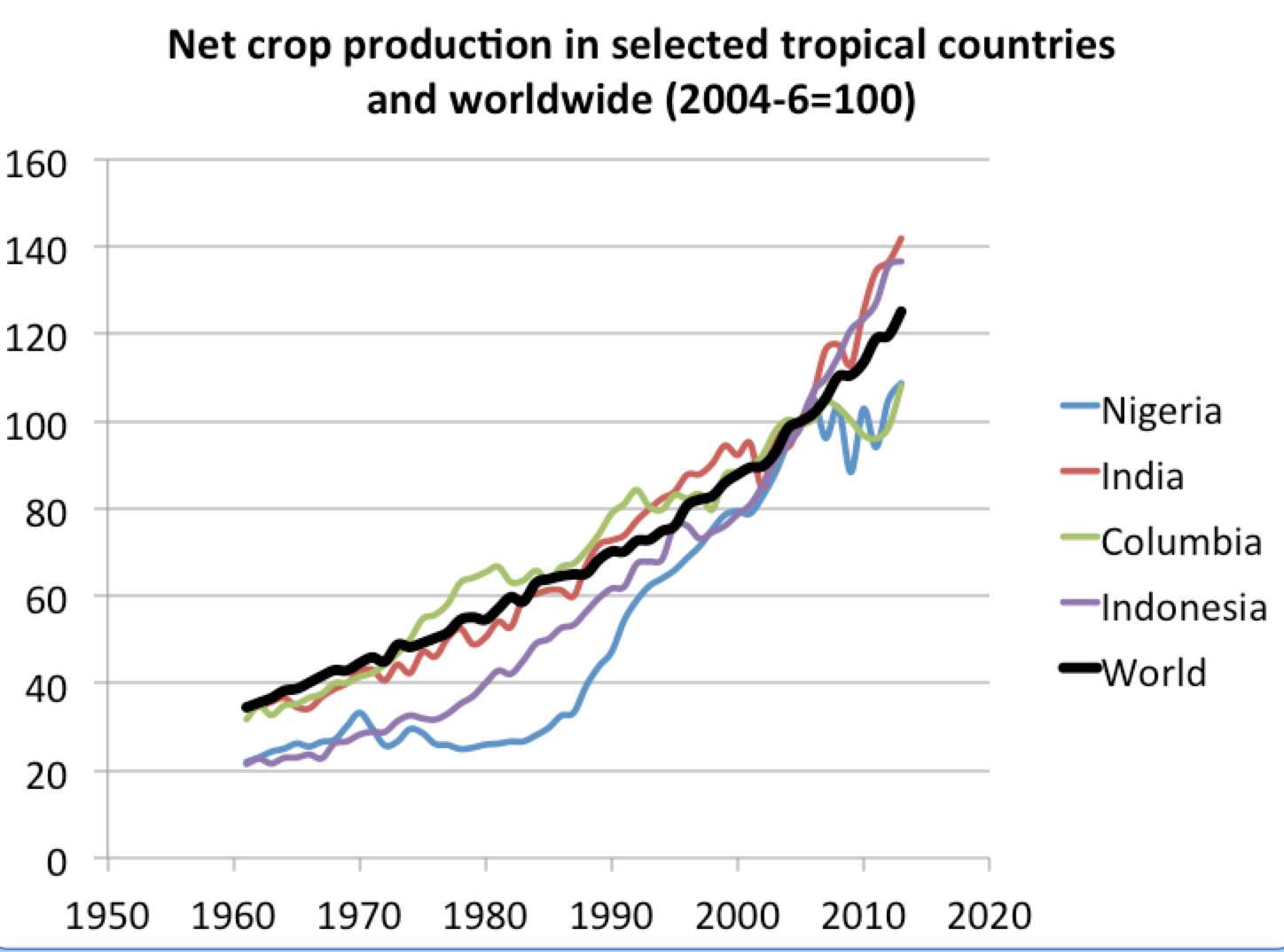
رسم بياني لصافي إنتاج المحاصيل في جميع أنحاء العالم وفي بلدان استوائية مختارة. بيانات أولية من الأمم المتحدة.